# Agnès Arnauld

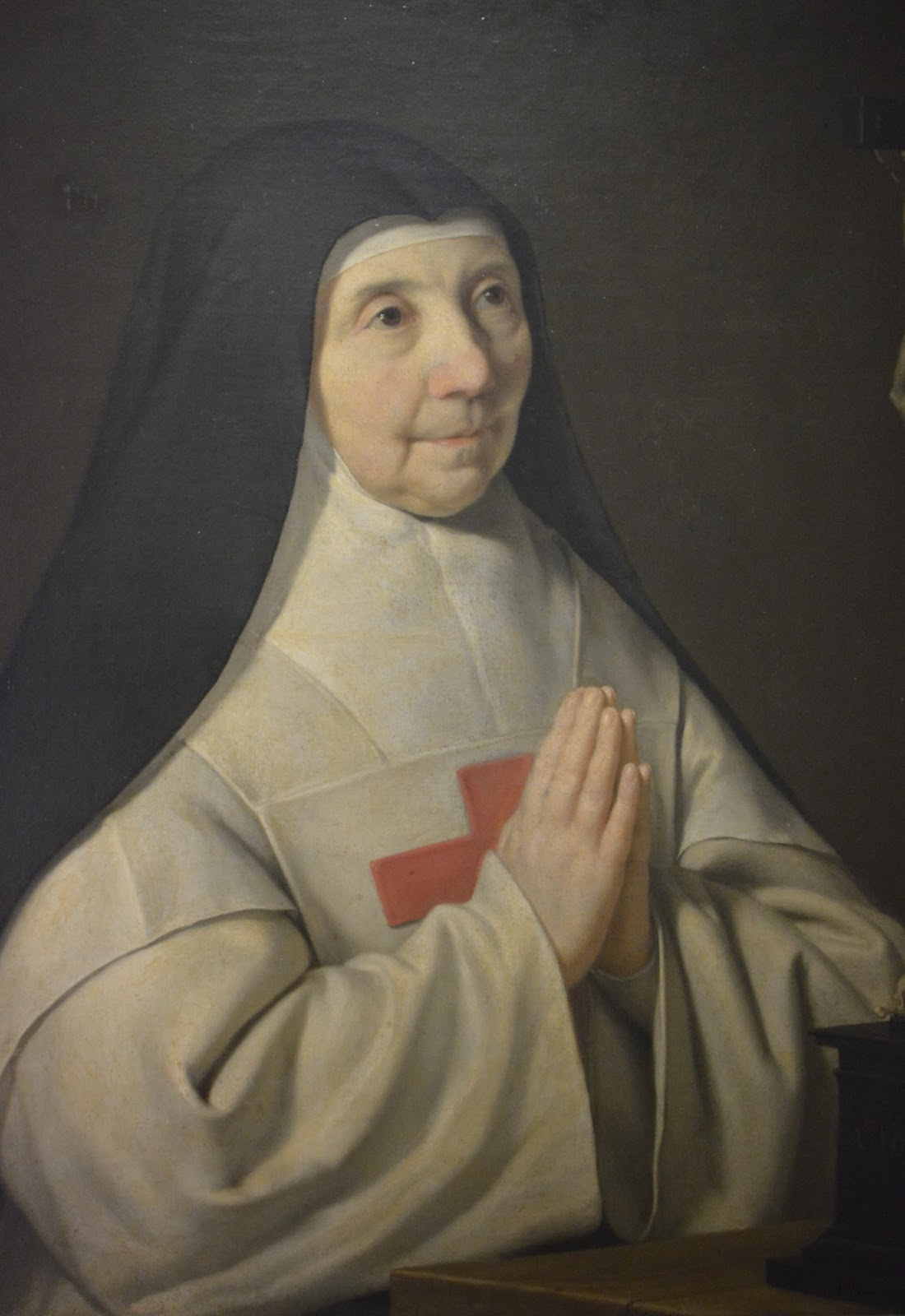
Agnès Arnauld auf einem Gemälde von Philippe de Champaigne

Agnès Arnauld, oder Arnault (* 31. Dezember 1593 in Paris; † 19. Februar 1671 in Port Royal des Champs) war eine französische Nonne, Zisterzienserin und Äbtissin des Klosters Port Royal, einer Hochburg des Jansenismus.

## Leben

### Nonne in Saint-Cyr und Port Royal
Jeanne Arnauld, die später den Ordensnamen Agnès annahm, entstammte der Familie des Anwalts Antoine Arnauld und war, wie Angélique Arnauld, eine der sechs Schwestern des Philosophen Antoine Arnauld. Sie wurde 1599 im Alter von sechs Jahren nominell zur Äbtissin der Benediktinerinnenabtei Notre-Dame des Anges (auch: Saint-Cyr-au-Val de Gallie) in Saint-Cyr-l’École ernannt, die ihrem Vater von König Heinrich IV. zugesprochen worden war, und am 24. Juni 1600 als Benediktinerin eingekleidet. Mit neun Jahren kannte sie den gesamten Psalter auswendig. Ihre ältere Schwester Angélique, Äbtissin des Klosters Port Royal in Magny-les-Hameaux, holte sie in ihren Konvent, wo sie Zeuge der Reformbestrebungen war, namentlich am 25. September 1609 der Einführung der Klausur mit Verweigerung des Klosterzutritts ihres Vaters. Am 28. Januar 1611 wurde sie dort als Zisterzienserin eingekleidet, legte am 1. März 1612 Profess ab und wurde sogleich von ihrer Schwester zur Novizenmeisterin ernannt. Durch den Reformerfolg hatte das Kloster großen Zulauf und nahm auch zwei weitere Schwestern Arnauld auf. 1618 wurde Agnès zur Subpriorin und bald darauf zur Koadjutorin (Hilfsäbtissin) ernannt, während Angélique von 1618 bis 1623 das Kloster Maubuisson reformierte.

### Äbtissin in Tart
Geistlich stand Agnès unter dem Einfluss von Franz von Sales, des Oratorianers Charles de Condren und ab 1624 des neuen geistlichen Leiters von Port Royal, Sébastien Zamet (1588–1655), Bischof von Langres, der die Eucharistische Anbetung („Adoration du Saint-Sacrement“) beförderte. 1626 schickte er Agnès in die Zisterzienserinnenabtei Gomerfontaine, wo ihre Reformbestrebungen erfolglos blieben, und im September 1629 nach Dijon in die Abtei Tart, die sie von 1632 bis 1635 als gewählte Äbtissin leitete. In dieser Zeit wurde ihre 1626 verfasste Schrift Le chapelet secret du Saint Sacrement (Der geheime Rosenkranz des Allerheiligsten) von der Sorbonne als häretisch verurteilt und vom Papst zur Vernichtung bestimmt.

### Äbtissin und Priorin in Port Royal
Von 1636 bis 1642 war Agnès gewählte Äbtissin von Port Royal, das 1625 von Magny-les-Hameaux (künftig: Port Royal des Champs) nach Paris in den Faubourg Saint-Jacques gewechselt war und sich dort ab 1638 Port-Royal-du-Saint-Sacrement („Port Royal vom Allerheiligsten“) nannte. Offiziell handelte es sich um ein einziges Kloster mit zwei Standorten. Die Äbtissin pflegte abwechselnd in der Stadt und auf dem Land zu residieren. Jeder Standort hatte eine eigene Priorin. Der Jansenist Jean Duvergier de Hauranne, bekannt unter dem Namen Saint-Cyran, die seit 1635 für Port Royal geistlich bestimmende Persönlichkeit, wurde 1638 in Agnès‘ Amtszeit gefangen gesetzt (bis 1643). Von 1642 bis 1654 war Agnès in Paris Priorin und Novizenmeisterin. Von 1638 bis 1648 arbeitete sie (im Sinne der mit ihrer Schwester angestrebten Reform) an einer neuen Klosterregel, die vom Aufsicht führenden Erzbischof von Paris (das Kloster unterstand nicht mehr der direkten Aufsicht durch das reformunwillige Cîteaux) gebilligt wurde und weitere Bearbeitungen erlebte.

### Verschärfung des Jansenismus-Streits
Von 1648 bis 1652 wurde Frankreich durch den Bürgerkrieg der Fronde erschüttert, deren Anführer zum Sympathisantenkreis von Port Royal gehörten. Da die Fronde zum traumatischen Erlebnis des noch kindlichen Königs Ludwig XIV. wurde, erklärt sich von daher die spätere Vernichtung des Klosters durch die Staatsgewalt. 1653 begann durch eine Bulle Papst Innozenz’ X. (1657 erneuert durch eine Bulle Papst Alexanders VII.) die erneute Verfolgung des Jansenismus, wie er von Port Royal und seinen Freunden (allen voran Blaise Pascal mit seinen Lettres provinciales) gegen die Jesuiten, die das Ohr des Königs hatten, unterstützt wurde. Nach einer vierjährigen Ruhepause zwischen 1657 und 1661 kam es zu Beginn des Jahres 1661 (inzwischen hatte Ludwig XIV. persönlich die Regierung übernommen) zu einer dramatischen Wende, als von allen Klerikern wie auch von den Nonnen die Unterzeichnung eines Formulars verlangt wurde, das auf eine Verdammung des Jansenismus hinauslief. Die Verweigerung der Unterzeichnung hatte die Einstufung als Häretiker zur Folge (ein damals todeswürdiges Verbrechen). Agnès Arnauld, seit dem 17. Dezember 1658 neuerlich gewählte Äbtissin, stand von nun an im Brennpunkt des Geschehens, umso mehr als ihre ältere Schwester im August 1661 verstarb. Nach vergeblichen Schreiben an den König und an die Königinmutter entschied sich der Konvent für eine Unterzeichnung mit einschränkendem Zusatz, ein Kompromiss, der nicht akzeptiert wurde. Auch nach der Wahl einer neuen Äbtissin am 12. Dezember 1661 blieb Mutter Agnès kraft ihrer persönlichen Autorität als fast siebzigjährige Altäbtissin die bestimmende Kraft im Kloster. 

### Teilung von Port Royal und Tod in Port Royal des Champs
Da sich der Konvent über Jahre beharrlich weigerte, das Formular ohne Zusatz zu unterzeichnen, kam es schließlich im August 1664 zu einer dramatischen Zuspitzung (dargestellt im Theaterstück Port-Royal von Henry de Montherlant), in deren Folge Erzbischof Hardouin de Péréfixe de Beaumont die Unterzeichnung mit Waffengewalt erzwingen wollte. Er erreichte neun Unterschriften. Die Nicht-Unterzeichner (darunter Mutter Agnès) wurden festgenommen, an verschiedenen Orten gefangen gesetzt und von den Sakramenten ausgeschlossen. Nach neunmonatiger Gefangenschaft kam es am 3. Juli 1665 zur Trennung der beiden Klosterorte. Die Nicht-Unterzeichner (einschließlich Mutter Agnès) wurden nach Port Royal des Champs gebracht, die Unterzeichner blieben in Paris. Diese Trennung wurde 1669 durch den Staatsrat und 1671 durch den Papst bestätigt. Die Güter der Abtei gingen zu zwei Drittel an die 90 Schwestern von Port Royal des Champs und zu einem Drittel an die (inzwischen 12) Schwestern von Port Royal de Paris. Agnès Arnauld starb 1671 im 78. Lebensjahr in Port Royal des Champs, das ab 1679 keinen Nachwuchs mehr aufnehmen durfte und 1709 (nach Zerstreuung der letzten Nonnen) geschlossen, sowie 1710 dem Erdboden gleichgemacht wurde. 

## Werke
- L’image d’une religieuse parfaite, et d’une imparfaite; avec les Occupations intérieures pour toute la journée. Paris 1666.
- Les Constitutions du monastère de Port Royal du S. Sacrement. Paris 1721.
- Lettres de la mère Agnès Arnauld, abbesse de Port-Royal. Paris 1858.